# Балтым (река)
Балты́м — река в Свердловской области России. Река вытекает из озера Балтым и впадает в реку Пышму в 593 км по левому берегу от устья последней. Река Балтым протекает через село Балтым, посёлки Залесье и Садовый. Длина реки составляет 12 км.

## Данные водного реестра
По данным государственного водного реестра России, река Балтым относится к Иртышскому бассейновому округу, речному бассейну Иртыша, речному подбассейну Тобола. Водохозяйственный участок — Рефт от истока до Белоярского гидроузла.
Код объекта в государственном водном реестре — 14010502012111200007619.